# Кашин, Николай Владимирович
Николай Владимирович Кашин (20 июня 1872 — 10 января 1959, Москва, СССР) — русский и советский физик, профессор, доктор педагогических наук; заслуженный деятель науки РСФСР (1958).

## Биография
Родился в 1872 году в семье учителя русского языка. Окончил в 1893 году Вторую московскую мужскую гимназию, а в 1897 году — физико-математический факультет Московского университета с дипломом первой степени. Преподавал в родной 2-й гимназии (1898—1913), 3-м реальном училище (1913—1919) и в Педагогическом институте им. П. Г. Шелапутина. После революции, с 1925 года по 1930 год он заведовал кафедрой методики физики во 2-м Московском государственном университете, затем до конца жизни, более тридцати лет профессор Н. В. Кашин преподавал в Горном институте: он был организатором и первым заведующим кафедрой физики.
Отказался подписывать резолюцию собрания, требующую расстрела арестованных по «делу Промпартии», как заявил, «по личным причинам» — сохранился протокол собрания Секции научных работников, на котором в декабре 1930 года разбиралось его персональное дело. Никакого продолжения это дело не получило и репрессиям он не подвергался.
Уже в 1899 году Н. В. Кашин вступил в члены Педагогического общества при Московском университете. Особенно широкую деятельность он развил в организованном в 1912 году Обществе преподавателей физики. В этом обществе Кашин руководил лабораторной комиссией, ставившей своей задачей дать возможность преподавателям упрочить свои навыки в проведении демонстраций и в постановке лабораторных работ. Будучи в это время заведующим кафедрой в Шелапутинском институте, он открыл с этой целью двери своей методической лаборатории для членов Общества. Н. В. Кашин стал одним из первых внедрять в практику занятий по физике лабораторные работы. Ещё будучи учителем гимназии, он проводил лабораторные работы по химии и физике с применением точных научных приборов и аппаратуры. Им были написаны «Лабораторный курс физики» для индустриальных техникумов и, построенный на основе лабораторных занятий, учебник — «Физика, 1-я ступень», в 2-х частях; также — «Учебная книга по физике», в 2-х частях (совместно с В. Н. Старцевым).
Умер 10 января 1959 года. Похоронен на 9-м участке Ваганьковского кладбища.

## Избранные труды
Автор книг по методике преподавания физики, учебников по физике и математике:
- Методика физики, 3-е изд. — М.: Госиздат, 1922[6]
- Лекции по физике. — М.: Московский Горный институт им. И.В. Сталина, 1940. — 426 с.
- Курс физики. — М.: Высшая школа, 1963. — 37 000 экз. Архивировано 4 марта 2016 года.